# 태백에서 금강까지 - 씨름의 희열
《씨름의 희열》은 2019년 11월 30일부터 2020년 2월 22일까지 방송된 스포츠 전문 예능 프로그램이다.

## 참고 사항
이 프로그램은 대한씨름협회 후원으로 민속 씨름의 경량급 체급인 태백급(80kg 이하)와 금강급(90kg 이하) 선수들의 통합 장사전인 태극장사 씨름대회를 개최하여 태극장사가 탄생하기 까지의 과정을 담아내는 프로그램이며 16명의 선수가 1억원의 우승상금을 걸고 대결을 펼치게 된다.

## 기획 의도 및 특징
1980년매 메가히트 스포츠인 씨름을 다시, 그리고 새롭게 부흥하고자 하는 취지로 기획된 최정예 씨름선수 16인의 장사도전기
- 16명의 선수들은 대한씨름협회 랭킹시스템을 기반으로 선발했으며, 공정한 경기 진행을 위해 태백급과 금강급 모두 90kg 이하로 맞춰서 진행을 한다.
- 실제 민속씨름 경기와 마찬가지로 '비디오 판독'이 시행된다. 단 여기서는 3심이 합의해 필요시에 비디오판독을 실시한다.
- 경기규칙은 대한씨름협회 규칙에 따라서 진행한다.

## 출연자
| 출연진 및 패널     | 방송 기간                          | 방송 회차 |
| ------------------ | ---------------------------------- | --------- |
| 이만기, 김성주, 붐 | 2019년 11월 30일 ~ 2020년 2월 22일 | 1 ~ 12회  |

- 출전 선수
  - 태백 - 노범수 (울산대 → 울산 동구청), 박정우 (의성군청 마늘씨름단), 손희찬 (정읍시청 → 증평군청), 오흥민 (부산갈매기), 윤필재 (의성군청), 이준호 (영월군청), 허선행 (양평군청), 황찬섭 (연수구청 → 정읍시청)
  - 금강 - 강성인 (경남대), 김기수 (태안군청), 김태하 (인하대), 이승호 (수원시청), 임태혁 (수원시청), 전도언 (연수구청 → 정읍시청), 최정만 (영암군 민속씨름단), 황재원 (태안군청)

## 시청률
| 회차 | 방송일           | AGB 시청률     |
| 회차 | 방송일           | 대한민국(전국) |
| ---- | ---------------- | -------------- |
| 1    | 2019년 11월 30일 | 2.0%           |
| 1    | 2019년 11월 30일 | 1.5%           |
| 2    | 2019년 12월 7일  | 2.4%           |
| 2    | 2019년 12월 7일  | 2.3%           |
| 3    | 2019년 12월 14일 | 3.0%           |
| 3    | 2019년 12월 14일 | 2.9%           |
| 4    | 2019년 12월 28일 | 2.5%           |
| 4    | 2019년 12월 28일 | 2.3%           |
| 5    | 2020년 1월 4일   | 2.3%           |
| 5    | 2020년 1월 4일   | 2.3%           |
| 6    | 2020년 1월 11일  | 2.1%           |
| 6    | 2020년 1월 11일  | 2.5%           |
| 7    | 2020년 1월 18일  | 2.5%           |
| 7    | 2020년 1월 18일  | 2.5%           |
| 8    | 2020년 1월 25일  | 2.5%           |
| 8    | 2020년 1월 25일  | 2.0%           |
| 9    | 2020년 2월 1일   | 2.6%           |
| 9    | 2020년 2월 1일   | 3.2%           |
| 10   | 2020년 2월 8일   | 2.6%           |
| 10   | 2020년 2월 8일   | 2.6%           |
| 11   | 2020년 2월 15일  | 3.3%           |
| 11   | 2020년 2월 15일  | 3.3%           |
| 12   | 2020년 2월 22일  | 3.8%           |
| 12   | 2020년 2월 22일  | 4.2%           |

## 결방 및 편성 변경 안내
- 2019년 12월 21일 : 2019 KBS 연예대상 시상식 중계방송으로 인한 결방
- 2020년 2월 22일 : 씨름의 희열 태극장사 씨름대회 결선 토너먼트 생방송으로 밤 9시 15분부터 110분간 특별편성